# Patrice Benausse
Pas d'image ? Cliquez ici

a Compétitions nationales et continentales officielles uniquement.

b Matchs officiels uniquement.
Patrice Benausse, né le 21 mars 1972 à Lézignan-Corbières, est un joueur de rugby à XIII et de rugby à XV français évoluant au poste d'ailier.
Fils du grand Gilbert Benausse et neveu de René Benausse, il se forme à Lézignan et fait ses débuts à 17 ans en rugby à XIII, puis il change de code et rejoint Narbonne en rugby à XV. Il revient finalement au rugby à XIII à Carcassonne puis connaît une période à Toulouse. Il prend part à la finale perdue avec Toulouse du Championnat de France : 2001 et avec Carcassonne à deux finales perdues en Coupe de France en 2004 et 2007.
Ses prestations en club l'amènent à être sélectionné en équipe de France et participe à la Coupe du monde 2000.
Après sa carrière, il devient arbitre de rugby à XIII.

## Biographie
Il prend part avec l'équipe de France à la Coupe du monde en 2000. Il se blesse durant la compétition avec une élongation à la cuisse gauche et ne peut être aligné contre les Tonga.

## Palmarès
- Collectif :
  - Finaliste du Championnat de France : 2001 (Toulouse).
  - Finaliste de la Coupe de France : 2004 et 2007 (Carcassonne).